# Euploea era
Euploea era är en fjärilsart som beskrevs av De Nicéville 1902. Euploea era ingår i släktet Euploea och familjen praktfjärilar. Inga underarter finns listade i Catalogue of Life.